# Rommerz
Rommerz is een plaats in de Duitse gemeente Neuhof (bij Fulda), deelstaat Hessen, en telt 1712 inwoners (2007).